# Burchard Eden

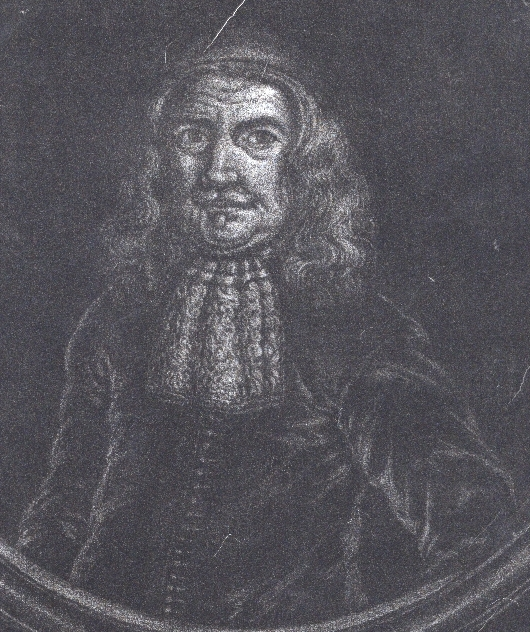
Burchard Eden

Burchard Eden (* 26. August 1618 in Bremen; † 16. September 1689 in Bremen) war ein Syndikus in Bremen.

## Biografie
Eden besuchte in Bremen das Gymnasium illustre, studierte an den Universitäten in Helmstedt und Rinteln und promovierte zum Dr. jur. Er hielt sich danach in Köln, Groningen, Franeker, Utrecht, Leiden, Bourges und Paris auf. In Orléans war er Aufseher der Bibliothek und besuchte dort das Collegia. Weiter reiste er in die Schweiz und nach England. Er promovierte 1646 in Straßburg.
1646 wurde er dann Vizesyndicus und 1655 Erster Syndicus der Freien Hansestadt Bremen. 1661 wurde er Gesandter der Freien Hansestadt Bremen beim Reichstag in Regensburg. Er schrieb darüber in einem Abdruck verschiedener auf dem Reichstage zu Regensburg in anno 1663 von königlich-schwedischer Gesandtschaft und stadtbremischer Memorialien etc. 1687 gab er dieses Amt auf.
Ehrungen
- Die Burchard-Eden-Straße in Bremen-Schwachhausen wurde 1955 nach ihm benannt.